# 巴彦陶来苏木
巴彦陶来苏木是中华人民共和国内蒙古自治区阿拉善盟额济纳旗下辖的一个苏木。
2012年1月20日，内蒙古自治区人民政府批复同意从达来呼布镇划出部分区域，设置巴彦陶来苏木，辖吉日嘎郎图、乌苏荣贵、乌兰格日勒、昂格茨音陶来、浩宁呼布、推日木图音陶来、额很呼修日7个嘎查，苏木人民政府驻昂格茨音陶来。

## 行政区划
巴彦陶来苏木下辖以下村级行政区划单位：
昂格茨音陶来嘎查、吉日嘎郎图嘎查、乌苏荣贵嘎查、乌兰格日勒嘎查、浩宁呼布嘎查、推日木音陶来嘎查和额很呼修日嘎查。